# El Matorral, San Luis Potosí
El Matorral är en ort i Mexiko.   Den ligger i kommunen Venado och delstaten San Luis Potosí, i den centrala delen av landet, 400 km nordväst om huvudstaden Mexico City. El Matorral ligger 1 988 meter över havet och antalet invånare är 161.
Terrängen runt El Matorral är platt österut, men västerut är den kuperad. Runt El Matorral är det glesbefolkat, med 10 invånare per kvadratkilometer. Närmaste större samhälle är Polocote de Arriba, 14,0 km nordost om El Matorral. Omgivningarna runt El Matorral är i huvudsak ett öppet busklandskap.